# Pinehurst (Geórgia)
Pinehurst é uma cidade localizada no estado americano de Geórgia, no Condado de Dooly.

## Demografia
Segundo o censo americano de 2000, a sua população era de 307 habitantes.
Em 2006, foi estimada uma população de 388, um aumento de 81 (26.4%).

## Geografia
De acordo com o United States Census Bureau tem uma área de 2,6 km², dos quais 2,6 km² cobertos por terra e 0,0 km² cobertos por água. Pinehurst localiza-se a aproximadamente 118 m acima do nível do mar.

## Localidades na vizinhança
O diagrama seguinte representa as localidades num raio de 28 km ao redor de Pinehurst.